# Yohann Pelé
Yohann Pelé, född 4 november 1982, är en fransk fotbollsmålvakt.
I juni 2015 värvades Pelé av Marseille.